# Messerschmitt Me 264
Pour les articles homonymes, voir Messerschmitt.
Le Messerschmitt Me 264 est un projet de bombardier et avion de reconnaissance à long rayon d'action développé pendant la Seconde Guerre mondiale par Messerschmitt. Surnommé Amerika Bomber, son rôle prévu est de bombarder la côte est des États-Unis et de coopérer avec les sous-marins pour harceler les convois alliés dans l’Atlantique. Durant toute son existence, le projet est grevé par la difficulté à se procurer des moteurs et la rivalité entre Willy Messerschmitt et Erhard Milch. Un seul prototype est construit, qui est détruit dans un bombardement en juillet 1944 et le projet est finalement abandonné le 18 octobre 1944.

## Historique

### Contexte
La Luftwaffe envisage de se doter d’une flotte de bombardiers stratégiques dès 1933, Walther Wever, chef d’état-major de la Luftwaffe, communicant en 1934 aux avionneurs des spécifications ambitieuses. Junkers y répond avec le Ju 89 et Dornier avec le Do 19. Après la mort de Wever en juin 1936, son remplaçant est peu enthousiaste au sujet de l’aviation stratégique et ces projets sont mis de côté.
De son côté, Messerschmitt étudie la possibilité de réaliser un appareil à long rayon d’action dès le début des années 1930, mais travaille plutôt sur des avions civils. La plupart des études ne dépassent le stade du dessin conceptuel, le premier à atteindre le stade de maquette en 1937 étant le Bf 165, dit « avion à bananes » du fait que son rôle prévu est de permettre d’importer des produits exotiques frais des tropiques. En 1939, la guerre en Europe et l’incertitude quant à la participation des États-Unis amène la Luftwaffe à relancer l’idée d’un bombardier à long rayon d’action. Elle demande ainsi à Junkers, Focke-Wulf et Messerschmitt de faire des propositions à ce sujet. Par coïncidence, peu de temps après, le 10 août 1940 la Kriegsmarine indique à Göring que si Hitler veut fonder un empire colonial en Afrique, il faudra un avion avec une autonomie d’au moins 6 000 km pour escorter les convois et assurer le ravitaillement.

### Élaboration du prototype
Willy Messerschmitt commence par créer une équipe de développement, dont les principaux ingénieurs sont Wolfgang Degel, Paul Konrad, Karl Seifert et Woldemar Voigt. Il leur demande de repartir du Me 261 pour en faire un quadrimoteur capable de franchir 20 000 km avec une charge utile comprise entre 2 000 et 5 000 kg. En janvier 1941, alors que le besoin d’un avion capable d’appuyer les opérations à longue distance de la Kriegsmarine devient de plus en plus pressant, Messerschmitt promet un premier vol pour mai 1942. Cette promesse lui permet d’obtenir le 5 mars une commande pour trente appareils.
Malgré son optimisme, Messerschmitt est néanmoins confronté à la difficulté de se procurer les moteurs adéquats, qu’il s’agisse du DB 603 ou du Jumo 213. En outre, il est en butte à l’hostilité de l’inspecteur général de la Luftwaffe Erhard Milch, qui empêche notamment l’évolution du projet vers un appareil hexamoteur. L’accession de Milch au poste de chef d’état-major de la Luftwaffe en décembre 1941 aggravant encore cette situation. La déclaration de guerre aux États-Unis le 11 décembre 1941 ne change pas l’appréciation de Milch sur l’intérêt du Me 264, qu’il déclare ouvertement inutile. Dans le même temps, la hausse des besoins en chasseurs pour les fronts de l’Est et d’Afrique du Nord réduit les ressources disponibles pour le projet et ralentit la construction du prototype. En février 1942, il est ainsi estimé que la production en série de l’appareil ne pourra débuter avant 1946 au mieux. Par ailleurs, il devient évident à ce moment que le Me 264 n’aura jamais suffisamment d’autonomie pour atteindre les États-Unis sans ravitaillement en vol. Par conséquent Milch annule la précommande déjà faite et réduit le nombre de prototypes devant être construits.
Néanmoins, Milch ne peut entièrement annuler le programme à ce moment, les projets des autres constructeurs n’étant pas plus satisfaisants. En revanche, il envoie le 14 avril le général Carl-August von Gablenz chez Messerschmitt à Augsbourg afin de déterminer l’avancée et les capacités réelles du Me 264, ainsi que, si celui-ci est en mesure d’aboutir, les moyens permettant d’accélérer son développement. À son retour, von Gablenz fait savoir que le Me 264 ne pourra effectuer des missions de bombardement jusqu’aux États-Unis, mais souligne également qu’il n’est pas possible de développer un appareil en mesure de le faire sans l’étape intermédiaire que constitue le Me 264 et qu’il recommande donc la poursuite du projet. Par ailleurs, il fait remarquer que l’appareil pourrait harceler les États-Unis d’une autre manière, en étant utilisant comme avion de patrouille maritime traquant les convois alliés. Avec ces nouvelles perspectives et Willy Messerschmitt ayant été écarté par Milch, la confiance dans le projet remonte et le RLM demande que trente exemplaires soient produits le plus rapidement possible.

### Essais
Le calendrier initial prévoit le début des vols d’essai vers le 10 octobre 1942. Néanmoins, la difficulté à se procurer les composants retarde l’achèvement du premier prototype, repousse sine die celle des deux suivants et entraîne l’annulation du quatrième. Le premier prototype est finalement prêt pour son premier vol le 23 décembre. Nommé Me 264 V1 et immatriculé RE+EN, il ne dispose pas de son blindage ni de son armement défensif et est équipé de moteurs Jumo 211J au lieu des DB 603H prévus, qui n’ont pas été livrés. La responsabilité des essais en vol est confiée à Gerhard Caroli, tandis que le pilote d’essai est Karl Baur.
Le premier vol ne dure que vingt-deux minutes en raison de la météo défavorable et se déroule train sorti par mesure de précaution. À l’atterrissage, Bauer constate que les freins ne fonctionnent pas et ne peut empêcher l’appareil de terminer sa course dans les champs après avoir parcouru l’intégralité de la piste. Endommagé, l’appareil ne peut revoler immédiatement, mais Bauer note quand même les qualités de vol du Me 264 en dépit de quelques problèmes, comme l’effort nécessaire pour actionner la gouverne de profondeur et les fumées des moteurs pénétrant dans le cockpit. Lors du deuxième vol le 20 janvier 1943, les freins sont une nouvelle fois défectueux, mais Bauer parvient cette fois à arrêter l’appareil à temps. il est néanmoins décidé de délocaliser les essais à l’aérodrome de Lechfeld, dont la piste est plus longue.
Le transfert ne pouvant être effectué immédiatement, trois autres vols sont encore effectués à Augsbourg, puis l’appareil est déplacé à Lechfeld le 22 janvier et les vols reprennent le 1er février. À la fin du mois de février, il devient évident que les commandes de vol doivent être refaites en profondeur, du fait des nombreux problèmes rencontrés. Entre autres, le pilotage automatique se montre inopérant du fait de servocommande trop faibles. Le train d’atterrissage est aussi sources de préoccupation du fait de son manque de fiabilité et de la traînée générée lorsqu’il est sorti. Ce dernier problème n’est toujours pas réglé lors du dix-septième vol d’essai le 23 mars 1943 et, lors de l’atterrissage, la jambe gauche cède, l’avion finissant sa course sur le ventre. Celui-ci est gravement touché, la roulette de nez et une partie de la dérive étant arrachées et les quatre moteurs endommagés.

### Lente extinction du programme
Les réparations sont l’occasion d’introduire des améliorations sur plusieurs points, mais immobilisent également l’unique prototype jusqu’à la fin du mois de mai. Dans le même temps, les confusions et le contrordres, qui ont déjà été nombreux au cours du programme, se multiplient. Ainsi, alors que le 27 avril, une réunion du RLM se conclut sur l’idée que le travail sur le Me 264 doit se poursuivre afin de gagner de l’expérience sur ce type d’avion, Messerschmitt reçoit quelques jours plus tard l’ordre d’abandonner le projet. Cette ordre semble avoir toutefois été ignoré par Messerschmitt, qui continue à travailler sur le Me 264 et une variante à six moteurs.
Les vols d’essais reprennent fin mai, mais Bauer constate que l’action sur les commandes requiert toujours une force excessive et que les problèmes de fiabilité du train d’atterrissage ne sont toujours pas réglés. Au début du mois de juin, le RLM décide que le projet ne doit se poursuivre que sous forme théorique et qu’il n’y aura ni d’autre prototype ni production de série. Adolf Hitler revient néanmoins sur ces ordres le 8 juillet, probablement à l’instigation de Willy Messerschmitt. Les vols d’essais se poursuivent donc et des pistes plus ou moins sérieuses, comme l’utilisation de turboréacteurs, sont encore étudiées, sans déboucher sur du concret.
Le 11 août 1943, les moteurs Jumo du prototype sont retirés dans la perspective de les remplacer par des BMW 801. Néanmoins ceux-ci ne sont pas livrés et l’appareil reste immobilisé pendant huit mois. En octobre Göring et Milch demandent une nouvelle fois à Messerschmitt d’arrêter le travail sur le Me 264 pour se concentrer sur le Me 262, mais celui-ci ignore encore la demande et poursuit la construction des deux prototypes suivants. Le 18 mars 1944, le premier prototype est légèrement endommagé lors du bombardement de la base de Lechfeld. Des améliorations sont introduites pendant les réparations et il reçoit enfin ses moteurs le 14 avril. Les essais en vol reprennent le 15 avril et Bauer constate que les nouveaux moteurs permettent d’améliorer considérablement les performances, notamment au décollage. Dans la foulée, il est décidé de déplacer l’appareil à Memmingen, les risques de bombardement étant trop élevés à Lechfeld.
Les atermoiements du ministère de l’air se poursuivent dans les mois suivants. Fin mai, le Me 264 est vu comme une arme miracle et son développement encouragé, puis début juillet il est considéré comme un échec qui ne pourra jamais aboutir. Pourtant, quelques jours avant, le même ministère autorise la formation du Sonderkommando Nebel pour superviser le développement de l’appareil. Le 18 juillet, l’aérodrome de Memmingen est bombardé par l’US Air Force et détruit à 80 %. Gravement touché, le prototype du Me 264 est considéré comme étant irréparable.
Néanmoins, malgré ce revers et la situation en France, Hitler envisage toujours à la fin du mois d’août des bombardements sur les États-Unis. Le 30 août, l’ordre est donné de mettre le Me 264 en production dans l’usine d’Henschel de Schönefeld avant le mois de novembre. Toutefois, avant même la fin du mois d’octobre ces ordres sont modifiés pas moins de sept fois et Henschel refuse de participer davantage au programme. Dans l’intervalle, si la perte des bases en France rend irréaliste la possibilité d’utiliser l’appareil pour bombarder les États-Unis ou patrouiller au-dessus de l’Atlantique, Hitler et son entourage envisagent qu’il pourrait être utilisé depuis la Norvège pour patrouiller la mer du Nord et bombarder le Royaume-Uni. Albert Speer annonce encore le 18 septembre que la mise en production débutera bientôt. Néanmoins, l’amiral Dönitz parvient finalement à convaincre Hitler de l’inutilité d’un tel appareil à ce stade de la guerre et ce dernier ordonne d’arrêter les travaux sur le projet le 23 septembre. Messerschmitt poursuit néanmoins encore le projet jusqu’au 18 octobre, où un rappel à l’ordre de Göring y met définitivement fin.

## Caractéristiques

### Disposition générale
Le Me 264 est un bombardier quadrimoteur entièrement métallique à aile trapézoïdale semi-haute d’une envergure de 43,1 m. Chaque aile contient neuf réservoirs de carburant, dont six sont blindés. La double dérive est un modèle courant sur les avions multimoteurs de Messerschmitt et se retrouve notamment sur le Me 261 et le Bf 110.
Le fuselage cylindrique est monocoque et constitue une seule pièce de la queue à l’arrière du cockpit, qui constitue un ensemble pouvant être remplacé d’un seul tenant. Celui-ci est spacieux et entièrement vitrée, offrant une bonne visibilité. Au total, l’appareil mesure 20,55 m de long mais ne fait que 4,28 m de haut, la moitié d’un B-29. Les deux pilotes prennent place à l’avant sur des sièges blindés et ajustables. Derrière eux se trouve le navigateur, puis un corridor qui passe au-dessus de la soute à bombe pour conduire à l’espace de repos. Celui-ci est chauffé, dispose de toilettes et de lits. L’équipage entre dans l’appareil par une trappe située sous la partie arrière du cockpit, une autre trappe au-dessus du siège du navigateur permettant de quitter l’appareil en cas d’atterrissage sur le ventre.
Au sol, l’appareil se distingue par son imposant train d’atterrissage tricycle rétractable dont les roues mesurent plus d’1,50 m de diamètre. Chaque jambe compte deux roues, celles situées du côté extérieur étant larguées après le décollage.
Le seul prototype construit est peint sur le dessus et les côtés d’un motif de camouflage vert-noir (RLM 70 Schwarzgrün) et vert sombre (RLM 71 Dunkelgrün), tandis que le dessous est gris clair (RLM 65 Hellblau). Il porte les marquages habituels de la Luftwaffe avec la Balkenkreuz comme marque d’identification et la croix gammée sur l’empennage.

### Motorisation et performances
La motorisation constitue le principal problème du programme du Me 264, notamment du fait de la production trop faible. Le Daimler-Benz DB 603 est ainsi le moteur standard prévu, mais le Jumo 213 est aussi proposé pour faire face aux pénuries de moteurs. D’autres modèles sont également envisagé pour améliorer les performances, notamment à haute altitude, comme le BMW 801, les Jumo 222 et 223 ainsi que le DB 614. Pendant l’été 1943, Messerschmitt étudie également l’idée d’utiliser une combinaison de moteurs BMW 801 et de turboréacteurs BMW 109-018, mais les retards dans la conception de ces derniers rendent ce concept caduc.
Le prototype devait utiliser des moteurs DB 603H, mais en raison des pénuries il a d’abord été équipé de Jumo 211 J avant de recevoir à partir davril 1944 des BMW 801MG/2 TC-1.

### Charge utile
La charge utile intérieure du Me 264 est de 8 400 kg. Elle peut être augmentée jusqu’à 14 000 kg en utilisant des points d’attache situés sous les ailes, au prix toutefois d’une réduction de l’autonomie. L’appareil peut emporter divers types de bombes explosives : SC 250, 500, 1000, 1800 et 2500 ; des bombes perforantes PC 1000 et 1400 ; des mines largables BM 1000, LMF et LMB III ainsi que des torpilles et des bouées acoustiques pour les missions de patrouille maritime.
En dehors de l’armement, l’idée d’utiliser l’appareil pour parachuter des équipes de sabotage est également évoquée en 1943, mais ne s’est pas concrétisée. De même, il est prévu à l’origine de pouvoir le doter d’une cabine pressurisée pour un usage commercial ou d’appareils photo pour une utilisation comme appareil de reconnaissance, mais ces pistes n’ont jamais abouti faute de ressources.

### Armement défensif
L’armement défensif envisagé est composé de tourelles téléopérées équipées de mitrailleuses lourdes ou de canons. La défense vers le haut est assurée à 360° par deux tourelles placées sur le dos, une à l’arrière des ailes et une en arrière du cockpit, armées de deux mitrailleuses MG 131 jumelées. Une tourelle similaire est placée sous le cockpit pour se prémunir des attaques venant de dessous. L’arc arrière est en plus protégé par un canon MG 151 placé dans chaque emplanture des ailes.

### Données techniques
| Modèle                                                 | Me 264H-3 Langstreckenbomber                                                                                              | Me 264H-3 Schwerer Bomber                                                                                                 | Me 264H Fernaufklärer                                                                    | Me 264H-2 Fernaufklärer  | Me 264H-3 Fernaufklärer  |
| ------------------------------------------------------ | --- | --- | ---------------------------------------------------------------------------------------- | ------------------------ | ------------------------ |
| Équipage                                               | 6 | 6 |                                                                                          |                          |                          |
| Longueur hors-tout                                     | 20,55 m | 20,55 m | 20,55 m                                                                                  | 20,55 m                  | 20,55 m                  |
| Envergure                                              | 43,1 m | 43,1 m | 43,1 m                                                                                   | 43,1 m                   | 43,1 m                   |
| Hauteur                                                | 4,28 m | 4,28 m | 4,28 m                                                                                   | 4,28 m                   | 4,28 m                   |
| Surface alaire                                         | 125 m2 | 125 m2 | 125 m2                                                                                   | 125 m2                   | 125 m2                   |
| Masse structurelle                                     | 18 089 kg | 18 089 kg | 18 089 kg                                                                                | 18 089 kg                | 18 089 kg                |
| Masse au sol                                           | 20079 kg | 20329 kg |                                                                                          | 18869 kg                 | 18869 kg                 |
| Masse maximale au décollage                            | 50 000 kg | 50 000 kg | 56000 kg                                                                                 | 57 000 kg                | 57 000 kg                |
| Motorisation                                           | 4 × Daimler-Benz DB 603                                                                                                   | 4 × Daimler-Benz DB 603                                                                                                   | 4 × BMW 801 G                                                                            | 4 × Jumo 213 A/2         | 4 × Daimler-Benz DB 603  |
| Carburant                                              | C3 100 octane | C3 100 octane | C3 100 octane                                                                            | C3 100 octane            | C3 100 octane            |
| Capacité des réservoirs                                | 14 300 kg | 14071 kg |                                                                                          | 14 300 kg                | 14 300 kg                |
| Distance minimale de décollage                         | 2 050 m | 2 050 m | 1 900 m                                                                                  | 2700 m                   | 2050 m                   |
| Distance minimale de décollage avec fusées auxiliaires | 1 320 m | 1 320 m | 1 100 m                                                                                  | 1900 m                   | 1320 m                   |
| Plafond pratique                                       | | 9500 m |                                                                                          | 8500 m                   | 8500 m                   |
| Vitesse ascensionnelle maximale                        | 210 m/min | 210 m/min |                                                                                          | 222 m/min                | 210 m/min                |
| Vitesse de croisière (en fonction de l’altitude)       | | | 510 km/h (6 500 m)                                                                       | 350 km/h                 | 350 km/h                 |
| Vitesse maximale (en fonction de l’altitude)           | | |                                                                                          | 610 km/h (6000 m)        | 610 km/h (6000 m)        |
| Vitesse à l’atterrissage                               | | 136 km/h |                                                                                          |                          |                          |
| Autonomie (en fonction de la masse au décollage)       | | 11500 km ou 30,8 h (43 t) 8150 km (50 t)                                                                                  | 15 500 km (56 t) 13 000 km (44,2 t)                                                      | 20800 km 60 heures       | 17560 km 50 heures       |
| Armement défensif                                      | Dos : 2 × MG 131 (1 000 cartouches Ventre : 2 × MG 151 (1 000 obus Flancs : 1 × MG 151 de chaque côté (1 000 obus chacun) | Dos : 2 × MG 131 (1 000 cartouches Ventre : 2 × MG 151 (1 000 obus Flancs : 1 × MG 151 de chaque côté (1 000 obus chacun) | Dos : 1 × MG 131 Nez : 1 × MG 131 Ventre : 1 × MG 151 Flancs : 1 × MG 151 de chaque côté | non armé                 | non armé                 |
| Charge utile                                           | 8 400 kg | | 3 × appareils photo Rb 50/30 20 parachutistes                                            | 140 kg (appareils photo) | 140 kg (appareils photo) |